# Joseph Harencz
Joseph Harencz, född 1899 i Besenyezog och död 1969 i Budapest, var en ungersk landskapsmålare. Han var verksam i Budapest och under 1950-talet i England. Han målade i viktoriansk stil.